# Пушкарьова Наталія Львівна
Наталя Львівна Пушкарьова (рос. Пушкарёва Наталья Львовна, нар. 23 вересня 1959, Москва) — російська вчена, історик, антрополог, основоположниця жіночої та гендерної історії в радянській і російській науці, доктор історичних наук, професор, завідувачка сектором етногендерних досліджень Інституту етнології і антропології РАН, президент Російської асоціації дослідників жіночої історії (РАДЖІ) [Архівовано 22 червня 2013 у Wayback Machine.].

## Життєпис
Народилася в Москві, в сім'ї відомого історика, доктора історичних наук, провідного наукового співробітника Інституту російської історії РАН Льва Микитовича Пушкарьова. Закінчила історичний факультет МДУ, аспірантуру і докторантуру інституту етнографії (нині Інститут етнології та антропології ім. М. М. Миклухо—Маклая РАН). З 1987 р. працює в цьому інституті, з 2008 р. завідує сектором етногендерних досліджень. Своїми головними вчителями в науці називає Володимира Пашуто, академіка РАН В. Л. Яніна, Ігоря Кона, професора Ю. Л. Безсмертного.
- Батько — д.і.н., в.н.с. Інституту російської історії РАН Л. Н. Пушкарьов.
- Мати — д.і.н., в.н.с. Інституту російської історії РАН І. М. Пушкарьова.
- Син — к.і.н. А. М. Пушкарьов.

## Наукова та викладацька діяльність
Головний результат дослідницької роботи Пушкарьової — створення радянської школи історичної фемінології та гендерної історії. Її кандидатська дисертація «Положение женщины в семье и обществе Древней Руси X—XIII вв.», захищена в 1985 р., поклала початок гендерних досліджень у радянській науці. Пушкарьова сформувала науковий напрямок, створивши методологічну та організаційну базу для розвитку фемінологічних і, ширше, гендерних досліджень в СРСР, а потім і в сучасній Росії. Дослідницька та науково-організаційна діяльність Пушкарьової отримала широке визнання як серед російських учених, так і за кордоном.
Пушкарьова є авторкою понад 400 наукових і понад 150 науково-популярних публікацій, у тому числі 9 монографій і біля десятка збірників наукових статей, в яких вона виступила як упорядниця, відп. редакторка, авторка передмов. В 1989—2005 рр. неодноразово читала лекції з історії російських жінок, жіночих та гендерних досліджень в університетах Росії (в Тамбові, Іваново, Томську, Костромі та ін.), країн СНД (у Харкові, Мінську), зарубіжних університетах (у Німеччині, Франції, США, Швейцарії, Австрії, Нідерландах, Болгарії, Угорщині).
Під керівництвом професоорки Пушкарьової написано і захищено кілька кандидатських і докторських дисертацій.

## Редакторська та експертна діяльність
В 1994—1997 рр. — вела рубрику «История частной жизни» в історичному журналі «Родина». З 1996 р. є редакторкою рубрики «Культ предков» в журналі «Материнство». З 2007 р. Пушкарьова — головна редакторка щорічника «Социальная история».
З 1997 р. по теперішній час — член ряду редколегій і редакційних рад («Гендерные исследования», «Българска етнология» (Софія), журналів «Белые пятна российской и мировой истории», «Современная наука: Актуальные проблемы теории и практики» (серія «Гуманитарные науки»), «Историческая психология и социальная история», «Гласник САНУ» (Білград), «Адам и Ева. Альманах гендерной истории», «Словаря русского языка XI—XVII вв.», «Aspasia. Yearbook of gender history», книжкової серії «Гендерные исследования» та ін.), Міжвузовської наукової ради «Феминология и гендерные исследования». З 2010 р. — Вісника Тверського державного університету, Вісника Пермського державного університету, з 2012 р. — журналу «Историческая психология и социальная история» (Москва).
В 1996—1999 рр. — Член Наукової Ради Московського Центру гендерних досліджень, в 1997—2006 рр. — директор навчальних і наукових програм, співорганізаторка Російських літніх шкіл з жіночих і гендерних досліджень. Член експертних рад РГНФ, Фонду Макартурів, фонду «Відкрите суспільство» («Фонд Сороса»), Канадського фонду гендерної рівності, експертка—евалюаторка VI Програми Євросоюзу 2002—2006 рр., Глава Експертної групи «Ради з консолідації жіночого руху в Росії».

## Громадська діяльність
Наталія Пушкарьова — одна з лідерок феміністичного руху в Росії та країнах СНД.
З 2002 р. є президентом Російської асоціації дослідників жіночої історії (РАДЖІ, www.rarwh.ru).
З 2010 р. член Виконкому «Міжнародної федерації дослідників жіночої історії» (МФДЖІ) і Глава Російського Національного комітету МФДЖІ.

### Дисертації
- Кандидатська дисертація: «Положение женщины в семье и обществе Древней Руси X—XIII вв.»; захищена в 1985 р. на Історичному факультеті МГУ;
- Докторська дисертація: «Женщина в русской семье X — начала XIX в. Динамика социо—культурных изменений»; захищена в 1997 р. у Вченій Раді Інституту етнології та антропології РАН.

### Монографії
- Женщины Древней Руси. М.: «Мысль», 1989.
- Русские: этнотерритория, расселение, численность, исторические судьбы (XII—XX вв.). М.: ИЭА РАН, 1995 (в соавторстве с В. А. Александровым и И. В. Власовой) 2—е издание: М.: ИЭА РАН, 1998.
- Женщины России и Европы на пороге Нового времени. М.: ИЭА РАН, 1996.
- Women in Russian History from the Tenth to the Twentieth Century. New York: M.E. Sharp, 1997 (Heldt—Prise, «Book of the Year — 1997»).
- Этнография восточных славян в зарубежных исследованиях (1945—1990). СПб.: «БЛИЦ», 1997.
- Частная жизнь женщины в доиндустриальной России. X — начало XIX в. Невеста, жена, любовница. М.: «Ладомир», 1997.
- «А се грехи злые, смертные…» Вып. 1. Сексуальная культура в допетровской России. М.: «Ладомир», 1999; вып. 2. (в 3 томах) Русская сексуальная и эротическая культура в исследованиях XIX—XX вв. М.: «Ладомир», 2004.
- Русская женщина: история и современность. М.: «Ладомир», 2002.
- Гендерная теория и историческое знание. СПб: «Алетейя», 2007.
- Частная жизнь женщины в Древней Руси и Московии. М.: «Ломоносов», 2011.
- Частная жизнь русской женщины в XVIII веке. М.: «Ломоносов», 2012.

Полный список научных и научно—популярных публикаций — на персональном сайте.

## Інтерв'ю
- Наталья Пушкарёва: я сама себе подам пальто! [Архівовано 13 квітня 2015 у Wayback Machine.]
- Полит.ру: женщина в меняющемся мире. [Архівовано 29 серпня 2012 у Wayback Machine.]